# Friesland (huyện)
Friesland là một huyện (Landkreis) ở Niedersachsen, Đức. Các đơn vị giáp ranh (từ phía đông nam theo chiều kim đồng hồ) là: các huyện Wesermarsch, Ammerland, Leer và Wittmund, and by the North Sea. Thành phố Wilhelmshaven bị huyện này bao quanh nhưng không thuộc huyện.

## Lịch sử
Huyện được lập năm 1933 thông qua việc sáp nhập các huyện Jever và Varel với tên "Friesland". Năm 1977, huyện bị giải thể và chia vào các huyện láng giềng Wittmund và Ammerland. Việc giải thể này bị tuyên bố là vi hiến vào năm 1979 do nó vi phạm quyền của bang cũ Oldenburg, và huyện đã được tái lập với ranh giới cũ vào năm 1980.

## Địa lý
Phía đông huyện giáp Jadebusen, một vịnh trong Biển Bắc. Đảo Wangerooge, một đảo trong quần đảo Đông Frisia, thuộc Friesland.
Một phần huyện này nằm trong vườn quốc gia biển Wadden Niedersachsen

## Các thành phố và đô thị
| Thành phố                      | Đô thị                                                    |
| ------------------------------ | --------------------------------------------------------- |
| 1. Jever 2. Schortens 3. Varel | 1. Bockhorn 2. Sande 3. Wangerland 4. Wangerooge 5. Zetel |